# Stary San
Stary San – jezioro położone w województwie podkarpackim, we wsi Hurko, starorzecze: Sanu.
Jezioro położone jest na wschód od Przemyśla, w zakolu rzeki San, nad linią kolejową Przemyśl – Medyka, a nieco dalej na zachód w odległości 5 km znajduje się międzynarodowe przejście graniczne w Medyce.
Stary San ma powierzchnię 18,7 ha i maksymalną głębokość 4 m. Poziom lustra wody jest wyniesiony na wysokość 191 m n.p.m. Jezioro ma wydłużony kształt o regularnych brzegach. Jezioro ma długość ok. 2 km, a największą szerokość ok. 95 m.
Brzegi w znacznej części zarośnięte są szuwarami, w których na wiosnę tarło odbywa szczupak.
Nad jeziorem znajduje się łowisko specjalne, które wcześniej należało do PZW, a obecnie ma prywatnego właściciela.

## Flora
Dzięki nieingerowaniu człowieka, przyroda stworzyła bardzo zróżnicowane i bogate środowisko. Obszary nadwodne porosły pałką szerokolistną i wąskolistną, trzciną, manną mielec, skrzypem bagiennym.

## Fauna
- Bezkręgowce – ważki, nartniki, pająki topiki, ślimaki błotniarki.
- Ryby – szczupaki, liny, karpie, amury, sumy, płocie, okonie, tołpygi, karasie pospolite, karasie złociste, wzdręgi, leszcze.
- Gady - jaszczurka zwinka, jaszczurka żyworodna.
- Ssaki – bobry, wydry, karczowniki ziemnowodne, liczne drobne gryzonie i drapieżne rzęsorki. Świtem i o zmierzchu można się natknąć na latające tam nietoperze.
- Ptaki - kaczki, łabędzie, bociany.